# UNA-UNSO

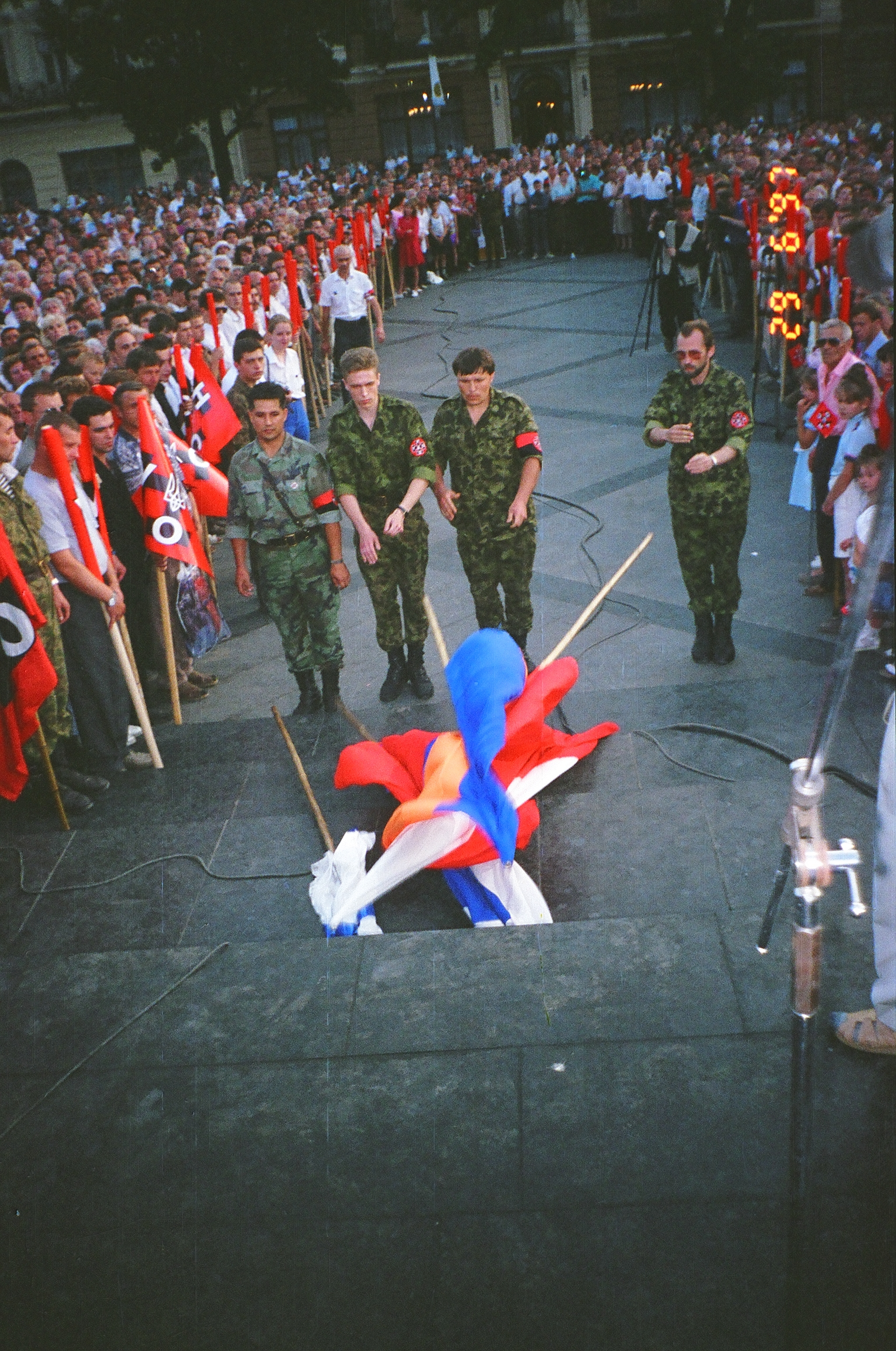
Dewastacja flag Polski, Rosji i Rumunii podczas wiecu UNA-UNSO we Lwowie w 1997 roku

UNA-UNSO (ukr. Українська Національна Асамблея – Українська Народна Самооборона, УНА-УНСО, pol. Ukraińskie Zgromadzenie Narodowe – Ukraińska Samoobrona Ludowa) – skrajnie prawicowa ukraińska partia polityczna i organizacja paramilitarna o profilu nacjonalistycznym. 

## Historia
Organizacja powstała 30 czerwca 1990 we Lwowie, założona przez grupę nacjonalistycznie zorientowanej młodzieży. Składała się z organziacji politycznej UNA (Ukraińskie Zgromadzenie Narodowe) oraz z paramilitarnego skrzydła UNSO (Ukraińska Samoobrona Ludowa).
Pierwszym przywódcą był polityk i pisarz Dmytro Korczynski. W 1998 przywódcami organizacji zostali Jurij Szuchewycz i Andrij Szkil.
W 1993 roku bojownicy UNA-UNSO brali udział w walkach z abchaskimi separatystami w Gruzji oraz w wojnie domowej po stronie sił rządowych. Wchodzący w skład formacji ochotniczy korpus UNSO „Argo” szczególnie zasłużył się w walkach pod Suchumi oraz w wąwozie Kodori. W 1994 roku, podczas I wojny czeczeńskiej, oddział UNA-UNSO „Wiking” pod dowództwem Ołeksandra Muzyczki walczył przeciwko Rosji w składzie pododdziału polowego dowódcy Szamila Basajewa i miał wchodzić w skład osobistej ochrony prezydenta Czeczenii Dżochara Dudajewa.
18 lipca 1995 roku działaczom UNA-UNSO udało się wraz z innymi demonstrantami pochować w Soborze Sofijskim w Kijowie Patriarchę Ukraińskiej Cerkwi Prawosławnej Patriarchatu Kijowskiego Włodzimierza wbrew zakazowi ówczesnych władz. Doszło do walk z milicją, w których zginął jeden członek UNA-UNSO.
Organizacja była aktywnym uczestnikiem akcji protestacyjnej Ukraina bez Kuczmy w 2001 roku oraz Euromajdanu w latach 2013–2014.
22 marca 2014 na zjeździe UNA-UNSO UNO przekształciła się w partię polityczną Prawy Sektor. Jej przewodniczącym został Dmytro Jarosz. Nadal istnieje jednak skrzydło paramilitarne UNSO.